# 天津体育职业学院
天津体育职业学院是位于中华人民共和国天津市的一所公办全日制普通高等体育职业院校，隶属于天津市体育局。

## 校史
天津体育职业学院于2015年2月由天津市教育委员会批准筹建，2016年7月经天津市人民政府准设立。2017年1月25日通过天津市教委备案审查，2017年5月10日在中华人民共和国教育部成功备案。

## 现状

### 院系设置
学院设有5个教学系部：
- 公共基础课部
- 运动系
- 足球系
- 体育保健与康复系
- 体育经济与管理系

### 师资力量
学院现有专任教师70人，外聘兼职教师16人。专任教师中，硕士以上学位29人，副高级以上职称27人。